# Зангиев, Борис Дмитриевич
Борис Дмитриевич Зангиев — советский хозяйственный, государственный и политический деятель.

## Биография
Родился в 1910 году. Член ВКП(б) с 1940 года.
С 1928 года — на хозяйственной, общественной и политической работе. В 1928—1962 гг. — агротехник, студент Грозненского нефтяного института, инженер научно-исследовательского института, инспектор, начальник горнотехнической инспекции, главный инженер нефтяного промыла, на партийной работе, председатель Совета Министров Северо-Осетинской АССР.
Избирался депутатом Верховного Совета СССР 5-го созыва.